# كاستور (شركة)
كاستور (بالإنجليزية: Castore)‏ هي شركة بريطانية لتصنيع الملابس الرياضية ويقع مقرها الرئيسي بمانشستر بإنجلترا. تُباع منتجات الشركة في أكثر من 50 دولة حول العالم ولها صفقات رعاية مع عدة فرق كرة قدم وفرق كريكت وفرق اتحاد الرغبي وفرق فورمولا 1 ولاعبي كرة المضرب.

## تاريخ
تأسست الشركة في عام 2015 على يد الأخوين توماس (من مواليد سبتمبر 1989) وفيليب بيهون (من مواليد نوفمبر 1992) عندما كانا يبلغان من العمر 25 و 22 عامًا.
عمل توم في لويدز بنك وفيل في شركة ديلويت. خلال فترة وجودهم في لندن بدأوا أبحاثهم السوقية من خلال إجراء مقابلات مع رعاة الصالات الرياضية الراقية. تم إطلاق كاستور على الإنترنت في عام 2016 وفي عام 2019 أدرجت فوربس الثنائي في قائمة 30 تحت الـ30.

## الرعايات

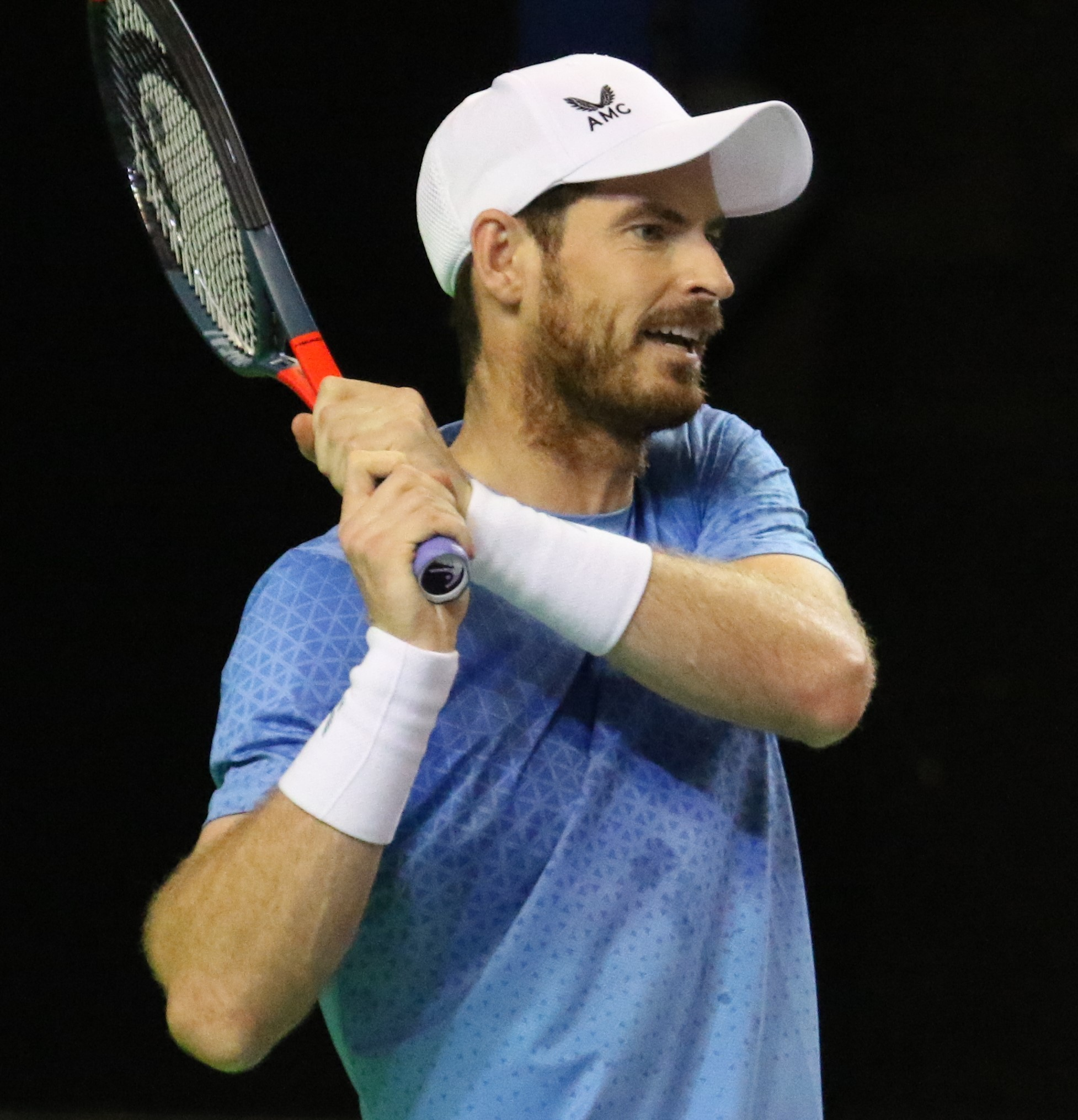
أندي موراي يرتدي ملابس تحمل علامة كاستور في بطولة رينس 2021

### 2019
في يناير 2019، أصبحت كاستور الشريك الرسمي لبطل التنس البريطاني آندي موراي الذي أصبح أيضًا مساهمًا في الشركة في مارس من ذلك العام.

### 2020
في أوائل عام 2020 حصلت كاستور على 7.5 مليون جنيه إسترليني من أموال من مستثمرين خاصين لم غير معلنين لمساعدة الشركة على الانتقال إلى كرة القدم الاحترافية النخبة. في مايو 2020 أصبحت كاستور المزود الرسمي للنادي الإسكتلندي رينجرز الذي يلعب في الدوري الاسكتلندي الممتاز في صفقة مدتها خمس سنوات يُعتقد أن قيمتها 25 مليون جنيه إسترليني.

### 2021
في مايو 2021 أعلن ماكلارين وكاستور عن صفقة متعددة السنوات ليصبحا الشريك الرسمي لملابس الفريق والملابس الرياضية لفريق ماكلارين للفورمولا 1. في نفس الشهر، وقعت كاستور على عقد متعدد السنوات مع نادي وولفرهامبتون واندررز ليصبح شريكه الجديد.

### 2022
واصلت كاستور التوسع في عالم كرة القدم الإحترافية قبل موسم 2022–23 وأعلنت عن شراكات جديدة مع عدة أندية إنجليزية منها أستون فيلا، ونيوكاسل يونايتد، وتشارتون أثليتيك، وميلتون كينز دونز، وسالفورد سيتي، بالإضافة إلى نادي إشبيلية الإسباني وبايرن ليفركوزن الألماني.

### كرة القدم

#### المنتخبات الوطنية
- جمهورية أيرلندا

#### الأندية
| - أتلتيك بيلباو - إشبيلية - ألميريا - باير 04 ليفركوزن - كايزرسلاوترن - رينجرز - بريستون نورث إيند - تشارلتون أثلتيك - مانسفيلد تاون - ميلتون كينز دونز - وولفرهامبتون واندررز - غلينتوران | - أودينيزي - كلوب بروج - فاينورد روتردام - تفينتي أنشخيدة - أوترخت - زيورخ - دينامو زغرب |

### اتحاد الرغبي

#### المنتخبات الوطنية
- الولايات المتحدة

#### الأندية
- باث
- هارلكوين
- ساراسينز
- سكارليتس
- لينستر رغبي

### دوري الرغبي

#### الأندية
- هال
- سيدني روسترز

### الكريكت

#### المنتخبات الوطنية
- إنجلترا
- نيوزيلندا